# Oh No!
Oh No! is een computerspel dat werd ontwikkeld door Sensible Software en uitgegeven door Firebird Software voor de platforms Commodore 64. Het spel werd uitgebracht in 1988. Het spel werd geprogrammeerd door Chris Yates. Van zijn hand is ook de muziek. Het is een snel schietspel waarbij naar meerdere kanten gescrold kan worden. Het spel speelt zich af in de verre toekomst. Het perspectief van het spel is in de derde persoon met bovenaanzicht. Aan de rechterkant bevindt zich een radar. Het spel is Engelstalig en kan met de joystick bestuurd worden.

## Ontvangst
Het spel werd wisselend ontvangen:
| Boordeelt door | Jaar | Score |
| -------------- | ---- | ----- |
| Zzap!64        | 1988 | 80%   |
| Happy Computer | 1988 | 45%   |